# شونبرگ (بایرن)
شونبرگ (به آلمانی: Schönberg, Upper Bavaria) یک شهر در آلمان است که در بایرن واقع شده‌است.

## خصوصیات
شونبرگ ۲۵٫۳۳ کیلومترمربع مساحت دارد ۴۷۰ متر بالاتر از سطح دریا واقع شده‌است.